# La Unión (Los Ríos)
La Unión ist eine Kleinstadt und eine Parroquia rural („ländliches Kirchspiel“) im Kanton Babahoyo der ecuadorianischen Provinz Los Ríos. Die Parroquia besitzt eine Fläche von 114,2 km². Die Einwohnerzahl lag im Jahr 2010 bei 12.697.

## Lage
Die Parroquia La Unión liegt im Tiefland am Fuße der Cordillera Occidental. Der Hauptort La Unión befindet sich 11,5 km ostnordöstlich der Provinzhauptstadt Babahoyo. Der Río Pozuelos, im Oberlauf auch Río Caluma und Río Pita, durchfließt das Gebiet und entwässert es dabei nach Südwesten.
Die Parroquia La Unión grenzt im Norden und im Nordosten an die Provinz Bolívar mit den Parroquias Caluma und Telimbela, im Osten an den Kanton Montalvo, im Südwesten an Babahoyo sowie im Westen und im Nordwesten an die Parroquia Caracol.

## Geschichte
Die Parroquia wurde am 5. Juni 1992 gegründet.